# Martna kirik
Martna kirik är en kyrka i Martna i Estland. Johannes III Orgas lät bygga den på 1500-talet. Kyrkans dopfunt är från 1300-talet. Gamla altartavlan är från 1500-talet, den nuvarande är från 1800-talet. Det nuvarande tornet är från 1800-talets andra hälft, då kyrkans utseende även i övrigt förändrades.